# 1. Sportclub Feucht
L'1. SC Feucht è una società calcistica tedesca della città bavarese di Feucht.

## Storia
Il Fußball Club Feucht nacque nel 1920 e venne rinominato in Sportclub Feucht nel 1923. La società si sciolse nel 1925, ma due anni dopo emerse il 1. SC Feucht come suo successore.
La squadra giocò competizioni locali fino a guadagnarsi l'accesso alla Landesliga Bayern-Mitte (V) nel 1995. Due anni dopo questo risultato fu seguito dalla promozione in Oberliga Bayern (IV) e quindi, nel 2003, in Regionalliga Süd (III). Comunque il club non riuscì a sostenere finanziariamente questi livelli e, pur salvandosi sul campo, decise di scendere in Oberliga Bayern nel 2005 dopo essere passato per l'avvio del processo di bancarotta. Una nuova sponsorizzazione mise al sicuro la posizione del club, ma questo si ritrovò nuovamente insolvente a marzo 2007.
Scese quindi nuovamente in Landesliga Bayern-Mitte dopo il 19º posto nella stagione 2006–07.
Nel 2008–09 il club è stato nuovamente retrocesso e da allora milita in Bezirksoberliga Mittelfranken (VII).

## Palmarès
- Oberliga Bayern (IV) : 2003
- Landesliga Bayern-Mitte (V) : 1997
- Bezirksoberliga Mittelfranken: 1

1994-1995